# Robert II. de Sarrebruck-Commercy
Robert II. de Sarrebruck-Commercy († 4. September 1504 in Paris) aus dem Maison de Broyes war Seigneur de Commercy, Graf von Braine und Graf von Roucy.

## Leben
Robert II. ist der einzige Sohn von Amé II. de Sarrebruck-Commercy und Guillemette de Luxembourg. Mit dem Tod seines Vaters 1476 wurde er Graf von Braine und Herr von Commercy.
Als Erbe seines Onkels Jean VII., der 1497 starb, wurde er Herr von Montmirail-en-Brie, und La Ferté-Gaucher etc., sowie Graf von Roucy. Er starb am 4. September 1504 in Paris. Sein Herz blieb in der Hauptstadt, während sein Körper in der Abteikirche Saint-Yved de Braine neben dem seines Vaters beigesetzt wurde.

## Ehe und Famille
Er heiratete am 5. Februar 1487 Marie d‘Amboise († 9. Januar 1519), Tochter von Charles I. d’Amboise, Seigneur de Chaumont (Haus Amboise), und Catherine de Chauvigny; ihre Kinder sind:
- Philippa (* wohl 1490; † 8. Juni 1551 in Montmirail), 1526 Dame de Commercy; ⚭ 1504 Charles de Silly, Seigneur de La Roche-Guyon († 4. August 1516)
- Amé III. (* 20. Oktober 1495; † 19. November 1525 in Paris), 1504 Comte de Roucy et de Braine, Seigneur de Commercy, 1495 Gouverneur der Île-de-France; ⚭ 18. Juli 1520 in Saint-Germain-en-Laye Renée de La Marck, Tochter von Guillaume (II.) de La Marck, Seigneur de Montbazon (Haus Mark, Sohn von Guillaume (I.) de La Marck), und Renée du Four, Dame de Montbazon; sie heiratete in zweiter Ehe per Ehevertrag vom 13. Mai 1529 Charles de Croÿ, 4. Comte de Porcien, Comte de Seneghem, Baron de Montcornet († wohl 1556) (Haus Croy)
- Catherine († 8. Januar 1542), 1526 Dame de Roucy, de Pierrepont et de Briquenay etc.; ⚭ 5. November 1505 Antoine de Roye, Sire de Roye, de Breteuil, de Muret et de Buzancy (X 13. September 1515 in der Schlacht bei Marignano)[2] (Haus Roye)
- Guillemette († 20. September 1571 auf Schloss Braine), 1526 Dame de Braine, de Pont-Arcy, de Neufchâtel-sur-Aisne, de La Ferté-Gaucher etc.; ⚭ Schloss Vigny 1. Juni 1510 Robert III. de La Marck, 1536 Herr von Sedan und Flörchingen, 1526 Marschall von Frankreich († 21. Dezember 1536 in Longjumeau) (Haus Mark)